# Hiroshi Kanazawa
Hiroshi Kanazawa var en japansk fotbollsspelare.